# Nikolaj Hartz
Nikolaj Eeg Kruse Hartz (* 23. August 1867 in Randers; † 7. Mai 1937 in Frederiksberg) war ein dänischer Botaniker und Paläobotaniker. Sein botanisches Autorenkürzel lautet „Hartz“.

## Leben
Nikolaj Hartz war der Sohn des Schuhmachers Carl Peter H. (1836–1912) und dessen Ehefrau Christine Margrethe Bøggild (1836–1916). Er studierte Botanik an der Universität Kopenhagen, schloss sein Studium 1895 als Magister ab und wurde 1909 über die Flora des Eozän in Dänemark promoviert.
Schon während seines Studiums reiste Hartz 1889 und 1890 nach Grönland. Er begleitete den Zoologen Will Lundbeck (1863–1941) an die Westküste, um dort zu botanisieren und Fossilien zu sammeln. 1891/92 nahm er an der Expedition Carl Ryders an die Ostküste Grönlands teil, die das vorrangige Ziel hatte, den unbekannten Küstenverlauf zwischen 66° und 73° nördlicher Breite zu kartieren, aber auch naturwissenschaftliche Feldforschung zu betreiben. Neben Hartz waren der Zoologe und Geologe Edvard Bay und der Ethnograf und Arzt Henrik Deichmann (1871–1939) an Bord der Hekla. Unter anderem sammelte Hartz Pflanzenfossilien der Kap-Stewart-Formation aus dem späten Rhaetium und dem Sinemurium, die William Scoresby bereits 1822 entdeckt hatte. Hartz bestimmte sie während eines Studienaufenthaltes bei Alfred Gabriel Nathorst in Stockholm und beschrieb sie 1896 in seiner Abhandlung Planteforsteninger fra Kap Stewart i Østgrønland, med en historisk Oversigt. Im selben Jahr legte er die erste Arbeit über die Pflanzenwelt einer arktischen Region vor, die auf den Beobachtungen eines ganzen Jahres basierte (Ostgrønlands Vegetationsforhold).
Ryders Expedition hatte ihre Aufgabe nur teilweise erfüllen können. Zwischen dem 66. und 70. nördlichen Breitengrad war der Küstenverlauf Ostgrönlands noch immer kaum bekannt, da die Eisdrift des Ostgrönlandstroms in der Dänemarkstraße beschleunigt und verdichtet wird und die Küste deshalb schwer zu erreichen ist. Mit Geldern der Carlsberg-Stiftung wurde im Jahr 1898 eine weitere Expedition ausgeschickt, die unter der Leitung des Marineoffiziers Georg Carl Amdrup stand. Begleitet vom Botaniker Christian Kruuse (1867–1952) schlug Amdrup sein Lager in Ammassalik (heute Tasiilaq) auf und startete im Juni 1899 eine Bootstour nach Norden, die aber nur bis etwa 67,5° vordringen konnte, woraufhin er nach Dänemark zurückkehrte. Im Jahr 1900 kehrte er mit einem eigenen Schiff, der Bark Antarctic, zurück nach Ostgrönland. Das Expeditionsteam war um Otto Nordenskjöld, Johan Peter Koch, Ejnar Mikkelsen und Nikolaj Hartz verstärkt worden. Die Antarctic steuerte zum Sammeln von Fossilien zunächst Sabine Ø bei 74,5° Nord an. Während Amdrup die Küste südlich von 72° Nord im offenen Boot erforschte, übertrug er Hartz das Kommando über die Antarctic. Dieser entdeckte zwischen Mitte Juli und Mitte September den Carlsbergfjord (Kangerterajitta Itterterilaa) und den Nathorst Fjord und erforschte auf Landgängen die Region Jameson Land, wobei er unter anderem Fußabdrücke von Dinosauriern fand.
Sein eigentliches wissenschaftliches Interesse gehörte aber inzwischen der quartären Flora Dänemarks. 1896 war er mit einem Sonderstipendium Assistent am Moorlabor der Geologischen Forschungsanstalt für Dänemark (Danmarks Geologiske Undersøgelse) geworden und hatte sich während seines Studienaufenthalts in Stockholm von Johan Gunnar Andersson in den modernen Arbeitsmethoden unterweisen lassen. Mit Vilhelm Milthers stellte er bei der Untersuchung einer Tongrube bei Allerød fest, dass die kalte und trockene Dryaszeit von einer milderen Periode mit Birkenwald, dem Allerød-Interstadial, unterbrochen worden war.
1913 gab Hartz die Stellung beim Geologischen Dienst auf, um als Prokurist in die Firma Standard Mønsterforretning seines Bruders einzutreten. 1919 wurde er Co-Direktor der nunmehr in die Aktiengesellschaft Marius Hartz A/S umgewandelten Firma. 1930 trat er in den Vorstand ein. Darüber hinaus war er von 1899 bis 1919 und von 1931 bis zu seinem Tod auch Lehrer für Geologie an der staatlichen Lehrerhochschule.

## Familiäres
Nikolaj Hartz heiratete am 15. August 1901 Anna Berg (1880–1971) aus Kjelle bei Tønsberg, die Tochter des norwegischen Walfängers Lauritz Jacob Berg. Der gemeinsame Sohn Lauritz Hartz (1903–1987) wurde ein bekannter Maler und Grafiker.

## Ehrungen
Die fossile Pflanzengattung Hartzia ist nach Nikolaj Hartz benannt. Auch das Süßgras Poa hartzii, das er in Grönland sammelte, bekam ihm zu Ehren seinen Namen. Ein Berg auf der ostgrönländischen Insel Milne Land heißt Hartz Fjeld. Der dänische Name für die Bucht Kangersivattiagajik im südlichen Liverpool Land lautet Hartz Vig.
1909 wurde Nikolaj Hartz Ritter des Dannebrogordens. Er war korrespondierendes Mitglied der Schwedischen Gesellschaft für Anthropologie und Geographie und erhielt die Berzelius-Medaille der Königlich Schwedischen Akademie der Wissenschaften.

## Schriften
- Ostgrønlands Vegetationsforhold. In: Meddelelser om Grønland. Band 18, 1896, S. 105–314 (dänisch).
- Planteforsteninger fra Kap Stewart i Østgrønland, med en historisk Oversigt. In: Meddelelser om Grønland. Band 19, 1896, S. 215–247 (dänisch).
- Die dänische Expedition nach Ostgrönland 1891/92. In: Petermanns Mitteilungen. Band 38, 1897, S. 263–265.
- Det senglaciale Ler i Allerød Teglværksgrav (PDF; 1,35 MB).In: Meddelelser fra Dansk Geologisk Forening. Band 2, Nr. 8, 1901, S. 31–60 (mit Vilhelm Milthers, dänisch).
- Beretning om Skibsexpeditionen til Grønlands Østkyst. For tidsrummet fra d. 18. Juli til d. 12. September 1900. In: Meddelelser om Grønland. Band 27, 1902, S. 153–181 (dänisch).
- The vegetation of Northeast Greenland. 69° 25′ lat. n. – 75° lat. n. In:  Meddelelser om Grønland. Band 30, 1911, S. 333–431 (mit Christian Kruuse, englisch).